# Paul Kruger
Stephanus Johannes Paulus Kruger (/ˈkruːɡər/; tiếng Hà Lan: [ˈkryɣər]; (10 tháng 10 năm 1825 - 14 tháng 7 năm 1904), thường được biết đến với tên Paul Kruger. Ông là một trong những nhân vật chính trị và quân sự có ảnh hưởng lớn ở Nam Phi vào thế kỷ 19, và đồng thời là Tổng thống Cộng hòa Nam Phi (hay còn gọi là Transvaal) từ năm 1883 đến 1900. Với biệt danh là Oom Paul (Bác Paul), ông nổi tiếng trên thế giới với tư cách là gương mặt của phong trào Boer - đại diện cho Transvaal và nước láng giềng là Nhà nước tự do Orange - chống Anh trong chiến tranh Boer thứ hai năm 1899 - 1902. Ông đã được coi là hình mẫu của chủ nghĩa Afrikaner và những người ngưỡng mộ ông tôn vinh ông như một người hùng dân gian bi tráng.
Sinh ra gần rìa phía đông của Thuộc địa Cape. Kruger tham gia vào Great Trek (cuộc Đại Di cư) khi còn nhỏ vào cuối những năm 1830. Ông hầu như không được giáo dục ngoài việc học Kinh Thánh. Là một người được bảo trợ bởi nhà lãnh đạo Voortrekker Andries Pretorius, ông đã chứng kiến việc ký kết Công ước Sand River với Anh vào năm 1852 và trong suốt thập kỷ tiếp theo, ông đóng vai trò nổi bật trong việc thành lập Cộng hòa Nam Phi, chỉ huy lực lượng biệt kích và giải quyết các tranh chấp giữa các nhà lãnh đạo Boer và các phe phái đối thủ. Năm 1863, ông được bầu làm Tổng chỉ huy (Commandant-General), một chức vụ mà ông giữ trong suốt một thập kỷ trước khi từ chức ngay sau khi Tổng thống Thomas François Burgers được bầu.
Kruger được bổ nhiệm làm Phó tổng thống vào tháng 3 năm 1877, ngay trước khi Cộng hòa Nam Phi bị Anh sáp nhập thành Transvaal. Trong ba năm tiếp theo, ông đã lãnh đạo hai phái đoàn đến London nhằm cố gắng lật ngược quyết định này. Ông trở thành nhân vật hàng đầu trong phong trào khôi phục độc lập cho Cộng hòa Nam Phi, đỉnh điểm là chiến thắng của người Boer trong Chiến tranh Boer lần thứ nhất 1880 - 1881. Kruger phục vụ cho đến năm 1883 với tư cách là một thành viên của một tập thể hành chính tam quyền, sau đó ông được bầu làm Tổng thống. Năm 1884, ông lãnh đạo một phái đoàn thứ ba đàm phán về Công ước London, theo đó Anh công nhận Cộng hòa Nam Phi là một quốc gia hoàn toàn độc lập.
Sau khi hàng ngàn người định cư chủ yếu là người Anh đổ xô đến với Cơn sốt vàng Witwatersrand năm 1886, "uitlanders" (người nước ngoài) đã cung cấp gần như toàn bộ doanh thu thuế của Cộng hòa Nam Phi nhưng lại thiếu đại diện chính trị; những người Boer đã giữ quyền kiểm soát chính phủ. Vấn đề người uitlander và những căng thẳng liên quan với Anh đã chiếm ưu thế trong sự chú ý của Kruger trong thời kỳ tổng thống còn lại của ông, trong đó ông đã tái đắc cử vào các năm 1888, 1893 và 1898, và dẫn đến Cuộc đột kích Jameson từ năm 1895 đến 1896 và cuối cùng là cuộc Chiến tranh Boer lần thứ hai. Kruger rời Nam Phi sang châu Âu khi chiến tranh chống lại quân Boer vào năm 1900 và sống phần còn lại của cuộc đời trong tình trạng lưu vong, từ chối trở về quê hương sau chiến thắng của người Anh. Sau khi ông qua đời ở Thụy Sĩ ở tuổi 78 vào năm 1904, thi thể của ông được đưa về Nam Phi để tổ chức tang lễ nhà nước và được chôn cất tại Nghĩa trang Anh hùng ở Pretoria.